# 코즈미노

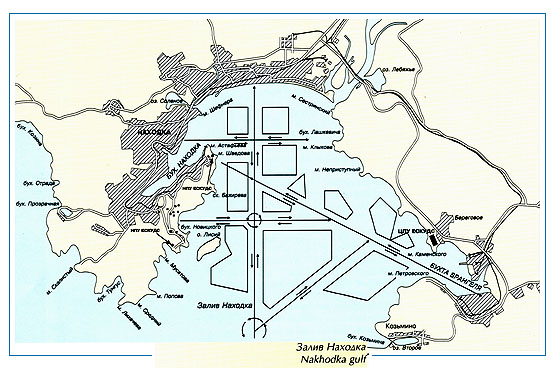
나홋카 인근의 코즈미노

코즈미노(러시아어: Бухта Козьмина)는 러시아 극동 나홋카 인근에 위치한 항구도시이다.
ESPO 송유관의 종착점이다. 동시베리아에서 시추된 원유는 ESPO를 통해 코즈미노까지 보내져 한국, 일본 미국 등에 수출될 것이다.

## 같이 보기
- 나홋카
- ESPO